# Dominique Kouas
Dominique Kouas (Dominique Kouas Gnonnou), né en 1952 à Colonie du Dahomey, est un artiste vaudou béninois.

## Biographie
Dominique Kouas, également connu sous le nom de Dominique Kouas Gnonnou, est né en 1952 dans la Colonie du Dahomey. C'est un artiste vaudou béninois qui s'inspire des artistes traditionnels africains anonymes des siècles précédents. Kouas est réputé pour ses grandes sculptures en métal, qui peuvent être trouvées exposées dans des endroits tels que Ouidah, au Bénin. Il exploite son atelier à Porto-Novo. L'une de ses œuvres remarquables est la sculpture à trois têtes, à trois jambes et à trois bras de Mami Wata. La sculpture représente plusieurs visages avec des cicatrices tribales Fon et Yoruba, indiquant leur appartenance ethnique.
À la fin des années 1960, Kouas travaille comme porte-parole et assistant du photographe franco-salvadorien Pierre Verger. C'est lors de la visite de Verger au Bénin à la recherche de sites historiques dans la vallée de l'Ouémé que Kouas a développé un intérêt pour les artefacts anciens. Par la suite, l'artiste a commencé à créer de nombreuses sculptures traditionnelles en bois.

### Influences religieuses et culturelles
La religion vaudou du Bénin joue un rôle central dans l'art de Dominique Kouas, et ses œuvres incorporent également divers autres symboles religieux et liens spirituels. Il appartient à la première génération après l'indépendance du Bénin et a travaillé pendant la période socialiste de son pays sans abandonner ses références spirituelles, même si le vaudou était officiellement interdit. Après la fin du régime marxiste-léniniste du Bénin, son importance en tant qu'artiste grandit.

### Style artistique et reconnaissance
L'œuvre de Dominique Kouas a été présentée dans des festivals organisés par l'État au début des années 1990, comme le festival Ouidah'92. La production artistique est polyvalente en termes de style et de matériaux utilisés. Beaucoup de ses œuvres ont été décrites comme audacieuses et géométriques, jouant avec l'espace positif et négatif.

### Œuvres monumentales à Ouidah
Située près de la plage au bout de la « Route des Esclaves » à Ouidah, se dresse l'œuvre monumentale intitulée « La Porte du Non-Retour » (1995). Les éléments structurels de cette pièce ont été conçus par le sculpteur Fortuné Bandiera. Les grandes sculptures métalliques de Dominique Kouas à côté de la porte d'entrée du monument représentent les familles des esclaves capturés.
Le long de la Route des Esclaves à Ouidah, il y a aussi la sculpture de Kouas "L'Arbre de l'Oubli", où une sirène aux cheveux longs tourne vers l'intérieur des terres et invite les gens à écouter son départ crier vers une terre inconnue. Elle souffle de la trompette. Le personnage féminin de Vdeistos ressemble à Mami Wata.